# Кретоксирінові
Кретоксирінові (Cretoxyrhinidae) — викопна родини акул ряду Ламноподібні. Має 7 родів та 16 видів. Свою назву отримала від періоду існування — крейди. Мешкали 130-60 млн років тому.

## Опис
Загальна довжина представників цієї родини коливалася від 3 до 7 м. Голова велика, масивна. Морда була коротка і тупа. Очі великі. Рот дуже великий, довгий. Зуби товсті, потужні, завдовжки від 3 до 6 см. Верхня щелепа більш витягнута за нижню. Тулуб був кремезний, широкий. Ці акули мали довги грудні плавці. Мали 2 спинних плавця, з яких ймовірно передній був значно більше за задній. Переважно хвіст був короткий, хвостовий плавець великий та добре розвинений.

## Спосіб життя
Трималися від мілини до середніх глибин. Полювали на морських тварин, мозазаврів, плезіозаврів, гадрозаврів, костисту рибу, менших акул, а також часто вживали падло.
На думку дослідників, були яйцеживородними акулами.

## Розповсюдження
Рештки цих акул виявлені переважно у Північній Америці (на території США та Канади, частково у Мексиці), Бразилії, зустрічаються в Європі (на території південної Франції, в Іспанії, Німеччині, Великій Британії, Данії, Україні, Росії), в північній Африці, Мадагаскарі, Палестині, Сирії, Лівані, Йорданії, Узбекистані, Пакистані, Індії, Австралії.

## Роди та види
- Cretoxyrhina
  - Cretoxyrhina sulukapensis
  - Cretoxyrhina vraconensis
  - Cretoxyrhina denticulatus
  - Cretoxyrhina mantelli
- Cretolamna
  - Cretolamna appendiculata
  - Cretolamna aschersoni
  - Cretolamna biauriculata
  - Cretolamna lata
  - Cretolamna maroccana
  - Cretolamna pachyrhiza
  - Cretolamna serrata
- Dallasiella
- Palaeocarcharodon
- Paraisurus
- Plicatolamna
- Protolamna